# Галицько-Волинський фронт
Галицько-Волинський фронт (пол. Front Galicyjsko-Wołyński) — оперативне з'єднання Війська Польського, утворене в ході польсько-української війни шляхом злиття Волинського фронту і Командування «Схід» на підставі директиви Верховного головнокомандувача генерала Юзефа Пілсудського від 29 травня 1919. Існував із 29 травня до 27 липня 1919 року, після чого розпався на Галицький та Волинський фронти.

## Історія
Після успішного наступу на позиції українських військ у Галичині та Волині у травні 1919 р. Головне командування польських військ постановило наказом № 408/III поєднати Волинський фронт з армією «Схід» в одне угруповання під назвою «Галицько-Волинський фронт». Це сталося через те, що командування визнало польсько-українську війну за фактично виграну (українські війська контролювали тільки смугу понад Збручем), тому можна було скоротити сили і централізувати командування в цьому регіоні.
Реорганізація проходила у момент польського наступу, під час якого було захоплено: 27 травня — Броди і Радивилів, 28 травня — Золочів, 30 травня — Бережани і 2 червня — Тернопіль, де було багато українських резервів. Після цих подій настало тимчасове припинення військових дій із боку Польщі. Українська Галицька Армія відступила на невелику ділянку межи́ Збручем, Дністром і захопленим поляками Чортковом.
Певну роль в успішності польського травневого наступу відіграло і Румунське королівство. Навесні 1919 р. Польщу від Румунії відділяла тільки смуга ще підвладної ЗОУНР території, захоплення якої дало б змогу встановити польсько-румунський кордон. 24 травня за домовленістю з Польщею 8-ма румунська дивізія перейшла кордон ЗОУНР і зайняла Коломию, Снятин, Косів та рушила на Станиславів, а тим часом польські війська ввійшли в Станиславів, Галич і Калуш.
9 червня 1919 року новим командувачем УГА став генерал Олександр Греків. Він задумав так звану Чортківську офензиву, розпочату 7/8 червня, до якої було залучено залишки західноукраїнських військ, тобто близько 25 000 вояків, згрупованих у три корпуси. Першим на Чортків, де розміщувалися підрозділи дивізії Сікорського, рушив 1-й Галицький корпус Осипа Микитки, який розбив супротивника і відбив Копичинці. У той же час 3-й корпус завдав удару по Язлівцю за підтримки 2-го корпусу. 11 червня було визволено Бучач. 14 червня відбулися переможні бої УГА під Підгайцями й Нижневом. 21 червня українські вояки вступили у Бережани, які поспіхом залишив противник. Однак унаслідок затримки 6-ї і 11-ї бригад із виходом у тил полякам, їхнім частинам вдалося уникнути оточення й остаточного розгрому. 1-й корпус Микитки розвивав наступ на Броди і Красне. 22 червня українці здобули Золочів і Підкамінь. Протягом трьох тижнів наступу Військо Польське втратило пораненими, зниклими безвісти і загиблими понад 2 тис. (2121) і було змушене відступити до лінії Дністер—Гнила Липа—Перемишляни—Підкамінь. Це була одна з найбільших поразок польських військ у 1918-1921 роках. 
Проте нестача зброї і боєзапасів не дозволила обернути ці здобутки на стратегічні досягнення. За браком зброї і набоїв генерал Греків мусив розпустити по домівках 75 тисяч добровольців, які зголосилися до його війська протягом Чортківського наступу. Успіхи Галицької армії неабияк занепокоїли Варшаву, з Польщі терміново перекинули в Галичину кілька свіжих піхотних полків. 28 червня під особистим командуванням Юзефа Пілсудського польські війська перейшли в наступ по всьому Галицькому фронту від Бродів до Галича. Того дня польська армія (силами 38 600 багнетів, 2 100 шабель, 797 кулеметів, 207 гармат) прорвала український фронт під Янчином і присилувала УГА (24 000 багнетів, 400 шабель, 376 кулеметів та 144 гармати) до відступу аж на Збруч і переходу через річку 16 липня. Це дало підстави польській стороні вважати завершеною польсько-українську війну, розпочату поляками 1 листопада 1918. З огляду на це відпала потреба в одному великому фронті, який відтоді було поділено на два оперативні з'єднання: Волинський фронт (з 23 липня), що продовжив бої цього разу з більшовицькими силами, та Галицький, перейменований 27 липня на Подільський, завданням якого була спостережна місія при Дієвій Армії УНР поза Збручем.

## Бойові порядки
- 3-я піхотна дивізія Легіонів
- 4-та піхотна дивізія
- 5-та піхотна дивізія
- 4-та дивізія польських стрільців
- 6-та дивізія польських стрільців
- Комбінована піхотна дивізія Сікорського
- 1-ша бригада польських стрільців
- ІII авіагрупа
- група «Буг» [2]